# 広野町民バス
広野町民バス（ひろのちょうみんバス）は、福島県双葉郡広野町にて運行しているコミュニティバスである。東日本大震災の発生以来運休していたが、2012年6月1日に運行を再開した。

## 概要
- 料金：無料
- 火曜・木曜・土曜・日曜・祝日は運休[1]

## 路線

町民バスの車両
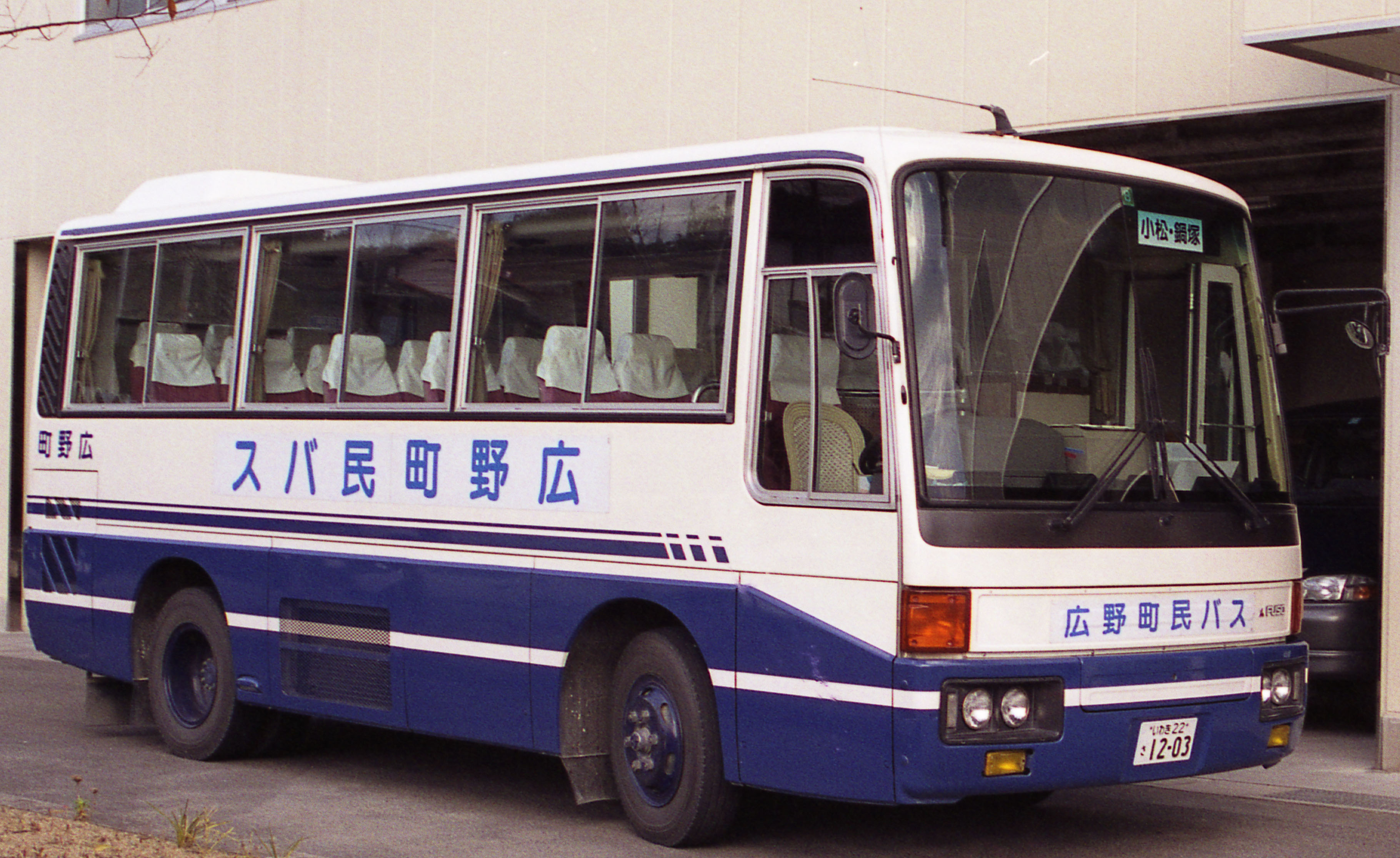
2001年当時の車両1
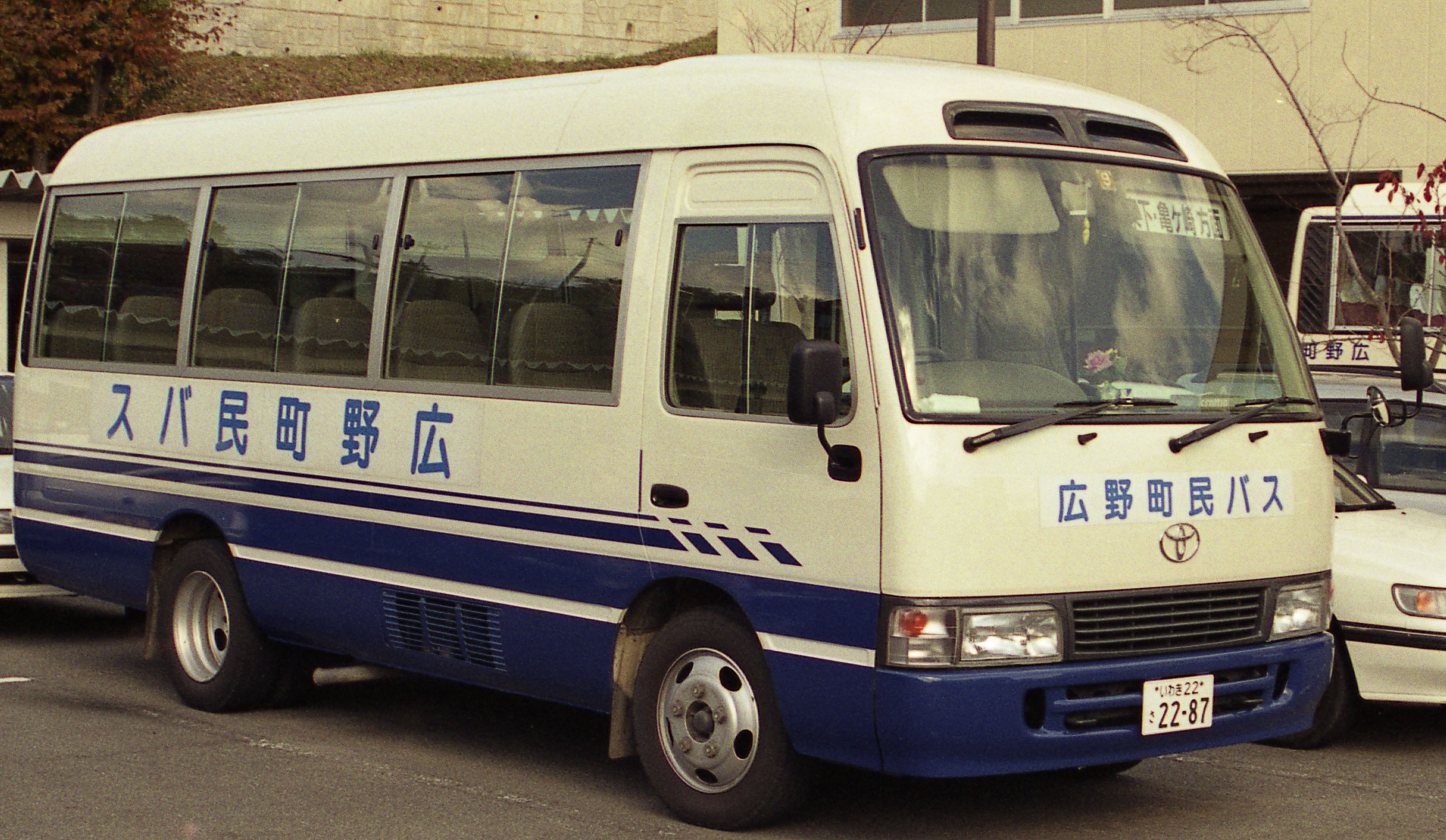
2001年当時の車両2

※以下は、2024年7月1日時点での運行コース。（停車場所は時刻表で要確認）
1. 上北迫・上浅見川・下浅見川地区
2. 下北迫・広洋台地区
3. 折木・夕筋地区
4. 通院・二つ沼地区
5. 箒平・かやん平地区

- 町民バスの車両
- 2001年当時の車両1
- 2001年当時の車両2